# Perche en Nocé
Perche en Nocé is een gemeente in het Franse departement Orne (regio Normandië). De plaats maakt deel uit van het arrondissement Mortagne-au-Perche. Perche en Nocé is op 1 januari 2016 ontstaan door de fusie van de gemeenten Colonard-Corubert, Dancé, Nocé, Préaux-du-Perche, Saint-Aubin-des-Grois en Saint-Jean-de-la-Forêt. De gemeente telde 1.974 inwoners op 1 januari 2022.

## Geografie
De oppervlakte van Perche en Nocé bedroeg op 1 januari 2022 86,63 vierkante kilometer; de bevolkingsdichtheid was toen 22,8 inwoners per km².

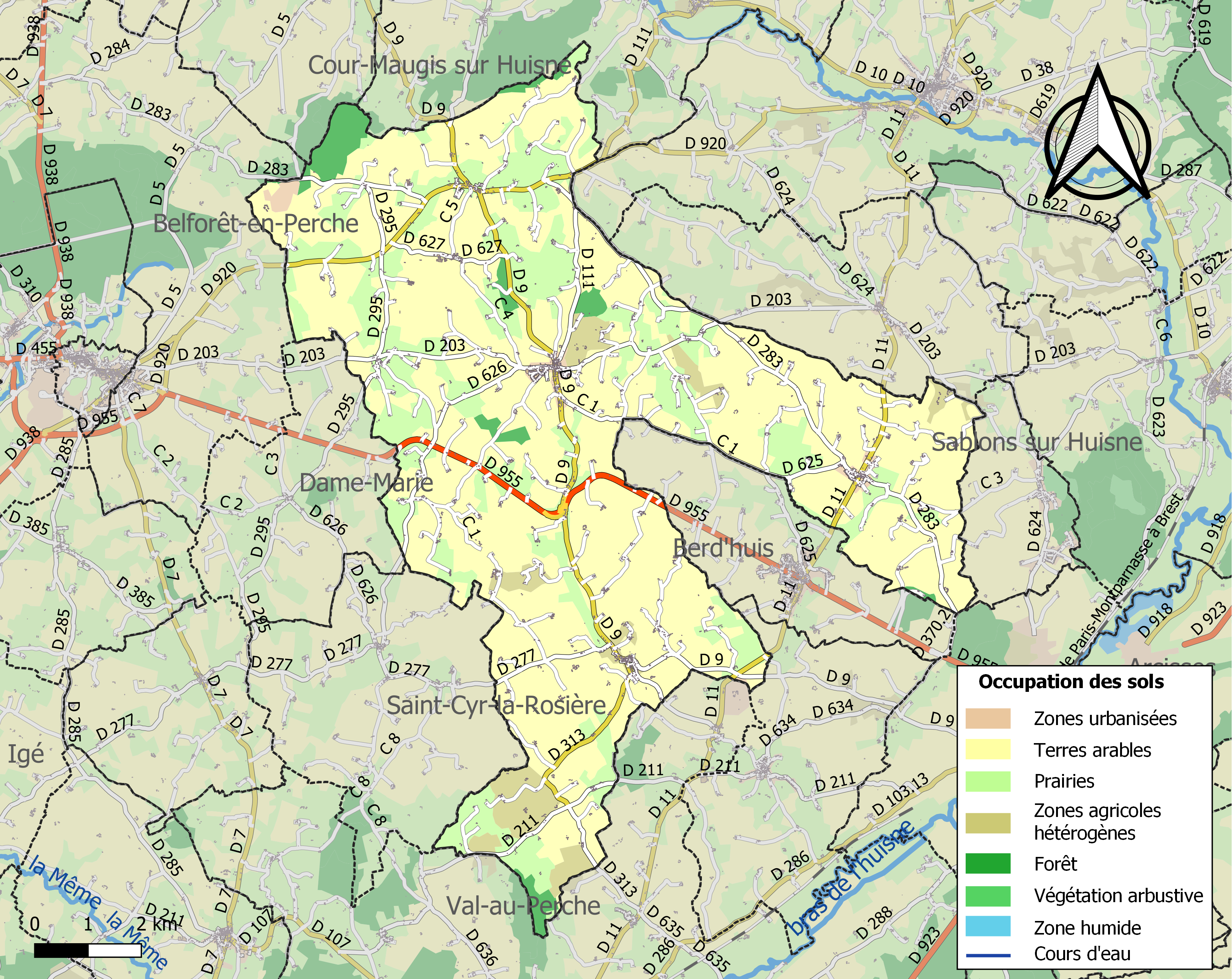
Kaart van de gemeente met belangrijkste infrastructuur, bodemgebruik en omliggende gemeenten